# Кобяково городище
Кобя́ково городище — археологический памятник в Ростовской области, входит в черту города Ростова-на-Дону. 

## Этимология
Топоним Кобяково (Кобяковский) восходит к тюрк. личному имени Кобяк.
В донском краеведении получило распространение мнение о том, что в XII веке Кобяково городище являлось резиденцией половецкого хана Кобяка, и что именно здесь содержался пленённый другим половецким ханом Кончаком князь Игорь Святославович Новгород-Северский. Однако данное мнение ошибочно и представляет собой растиражированный краеведческий стереотип, прямо противоречащий летописным свидетельствам.
Хан Кобяк Карлыевич возглавлял группировку лукоморских половцев, кочевавших в районе Днепровского лимана. Его резиденция тоже находилась в низовьях реки Днепр – именно там в 1183/4 году хан был разбит дружинами восточнославянских князей и взят в плен. Имя "Кобяк" достаточно распространено у многих тюркских народов (в переводе означает "собака"), и городище могло получить название от любого другого Кобяка в иную эпоху. Впервые это название фигурирует в отписке и статейном списке гонца Ивана Петровича Новосильцева, посланного царем Иваном IV ко двору османского султана Селима II в Константинополь в 1570 г.
Ипатьевская летопись прямо свидетельствует, что князь Игорь Святославович находился в плену близ реки Тор, правого притока Северского Донца (известна в наше время как Казённый Торец). Пленивший его хан Кончак Отракович стоял во главе донского (донецкого) половецкого объединения, территория кочевания которого тоже не распространялась на Нижний Дон.

## Местоположение
Находится на правом берегу Дона, на правом склоне Кобяковской балки у её устья, вблизи Аксайского автомобильного моста через реку Дон.

## История
Новейшие археологические исследования показали, что первое поселение на месте Кобякова городища возникло ещё в XII веке до нашей эры (конец II тысячелетия до нашей эры), в финале эпохи поздней бронзы. В археологии за ним закрепилось название Кобяковского поселения. Поселение было основано представителями племен кобяковской культуры, переселившимися в низовья Дона из Закубанья. Их жилища представляли собой хижины и землянки, стены и котлованы которых были облицованы камнем. Возможно, в некоторых наземных жилищах имелись внутренние деревянные и каменные перегородки, делившие строение на несколько помещений. Основу хозяйственного уклада кобяковцев составляло животноводство, земледелие, и рыболовство, игравшее главную роль. Краевед-любитель А.Д. Лудов в многочисленных публикациях утверждает, что в конце бронзового века на Кобяковом городище будто бы существовал большой город, занимавший доминирующее положение на территории всей Восточной Европы. Археологические материалы опровергают этот вымысел. Жизнь на Кобяковом городище в эпоху поздней бронзы продолжалась около 200 лет – до конца X в. до н.э. Обнаруженные в ходе раскопок находки свидетельствуют, что гибель кобяковских поселений Нижнего Дона произошла, скорее всего, в результате военного столкновения. Это случилось в конце бронзового – начале железного века.

На рубеже новой эры жизнь на месте заброшенного Кобяковского поселения возродилась. Появившееся здесь новое поселение принято называть Кобяковым городищем. Его основали племена меотов, выходцев из Прикубанья, осевших вблизи Танаиса – греческого города в дельте Дона. Кобяково городище, наряду с другими донскими меотскими городищами, входило в сельскую округу Танаиса и являлось важным звеном в обеспечении торговых связей Боспорского царства с кочевыми племенами сарматов, господствовавшими тогда в Подонье. Но данное поселение никак нельзя считать городом, и тем более – крупнейшим в Северном Причерноморье, как пишут о нём авторы-дилетанты. Городище имело земляные укрепления – валы и рвы, нерегулярную планировку, и отличалось недолговечностью глинобитных хижин (реконструкцию подобного жилища можно сейчас увидеть в Археологическом музее-заповеднике "Танаис"). Помимо торговли, основным занятием его населения было скотоводство, земледелие, рыболовство и некоторые ремесла – гончарство, ткачество, выделка кож. Не менее важной стороной деятельности меотов было военное дело. Древнегреческий географ Страбон отмечал, что меоты – "земледельцы, но воинственные не менее кочевников", причём "те, что ближе к Танаису, – более жестокие". В середине III века все городища Нижнего Дона были разрушены в ходе нашествия племён, входивших в готский племенной союз. Однако новейшие археологические данные позволяют предположить, что Кобяково городище избежало уничтожения и продолжало существовать в IV веке. Гибель его, вероятно, следует связывать с гуннским нашествием последней четвёрти IV века.

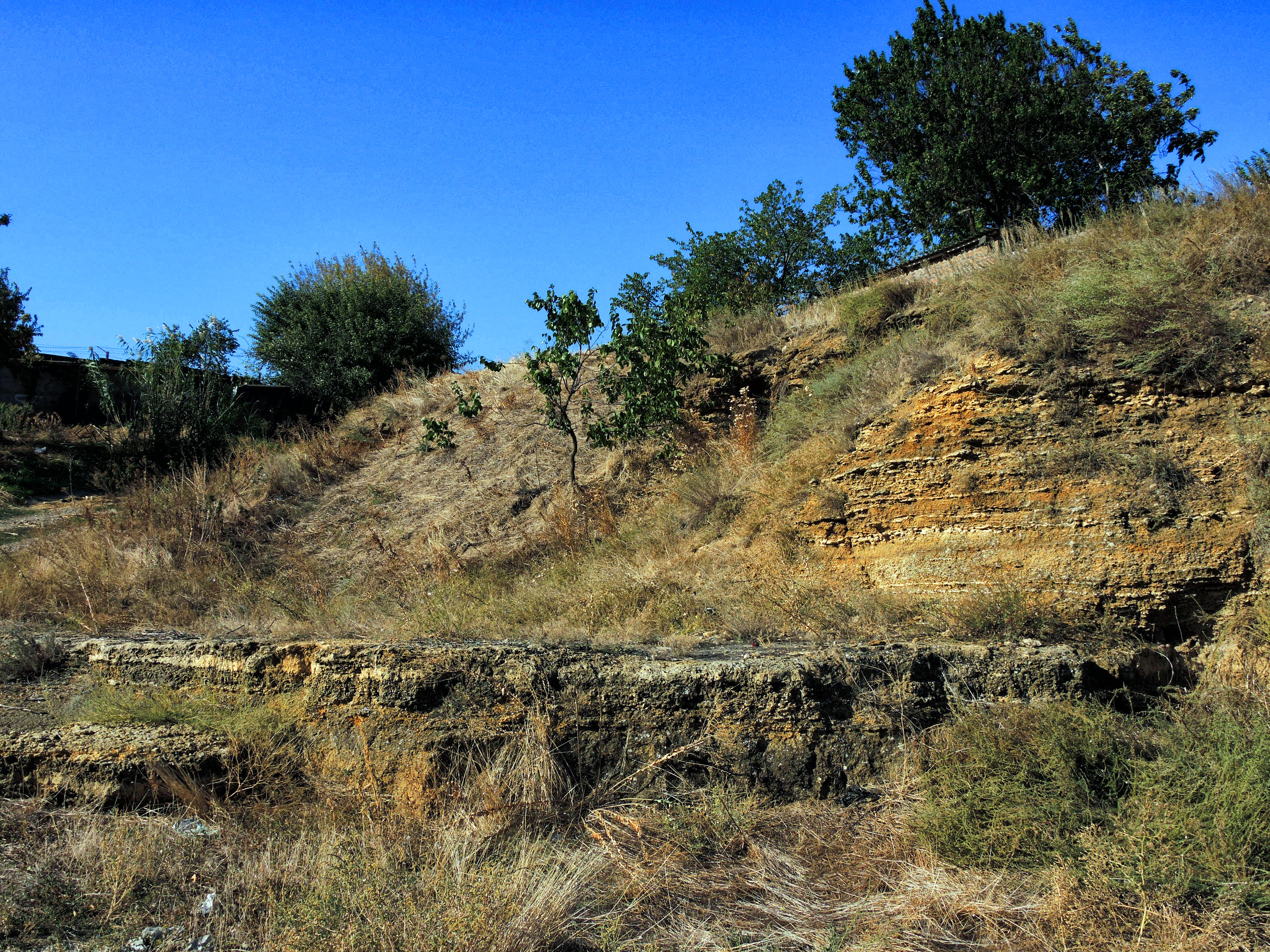
Вид на склон Мухиной балки в другой части города Аксая, не имеющей никакого отношения к Кобякову городищу.

В начале VIII века на месте Кобякова городища поселились алано-болгарские племена, находившиеся в политической зависимости от Хазарского каганата. Но в отличие от меотского посёлка начала новой эры, новое поселение занимало теперь гораздо меньшую площадь. В XI–XIII веках на одном из участков городища проживали славяне. Возрожденная в хазарский период после длительного перерыва жизнь на месте древнего поселения около XII–XIII вв. опять остановилась, на этот раз навсегда.